# Synclavier
De Synclavier is een geïntegreerde synthesizer, sampler en harddisk recorder, gemaakt door het Amerikaanse bedrijf New England Digital. Hij kwam aan het einde van de jaren zeventig op de markt.
Het systeem bestond uit een FM synthesizer, een 100 kHz sampler en een harddisk recorder. De Synclavier was beschikbaar in verschillende configuraties, waarbij de prijs kon oplopen tot boven de 200.000 dollar. Het instrument werd ontworpen en ontwikkeld op Dartmouth College; het prototype stamt uit 1973.
Bekende artiesten die de Synclavier hebben gebruikt zijn:
- Michael Jackson, in het bijzonder op zijn album "Thriller" (1982)
- Laurie Anderson; haar album "Mister Heartbreak" bevat zelfs een visuele weergave van Synclavier geluidsgolven in de hoestekst
- Frank Zappa, die zijn album "Jazz From Hell" op de Synclavier componeerde. Zappa bleef de Synclavier gebruiken op zijn studioalbums. Postuum verscheen "Civilization Phaze III", Zappa schatte zelf dat ongeveer 70% van dit twee uur durende werk alleen uit Synclavier bestaat.